# Натуар, Шарль-Жозеф
Шарль-Жозеф Натуар (фр. Charles-Joseph Natoire; 3 марта 1700, Ним — 23 августа 1777, Кастель-Гандольфо близ Рима) — французский художник стиля рококо: живописец и гравёр, выдающийся рисовальщик, его успех в этом виде искусства уступал только славе Франсуа Буше. Директор Французской академии в Риме (1751—1775), он пользовался большим авторитетом в мире искусства своей эпохи.

## Жизнь и творчество
Шарль-Жозеф Натуар, выходец из католической семьи в Лотарингии на северо-востоке Франции. Родился в Ниме в 1700 году в семье скульптора Флорана Натуара и Катрин Морик. Его отец, дав ему первые уроки рисования, в 1717 году отправил его в Париж для завершения обучения в мастерской Луи Галлоша, живописца короля и профессора Королевской академии живописи и скульптуры. Затем Шарль-Жозеф изучал живопись у Франсуа Лемуана, искусство которого оказало на него сильное влияние.
30 августа 1721 года Натуар выиграл в академии Большую Римскую премию и в 1723 году уехал работать в Рим. Натуар вернулся в Париж в начале 1729 года. На обратном пути он провёл некоторое время в Венеции. В Париже он завязал дружеские отношения с художником Франсуа Буше. 30 сентября 1730 года Натуар был принят в академики за картину «Венера и Вулкан».
Натуар стал получать важные заказы. С 1731 года в замке Ла Шапель-Годфруа в Сент-Обене, принадлежащем Филиберу Орри, с 1736 года директору Королевских строений (Bâtiments du Roi), художник работал над сериями «История богов» в девяти картинах, «История Хлодвига» в шести картинах, «История Телемаха» в шести картинах и серией картин «Времена года». Натуар завершил эту работу только в 1740 году. Он выполнял множество королевских поручений: для апартаментов замка Фонтенбло, для королевского кабинета и столовой в замке Версаль, для замка Марли, для Королевской библиотеки.
В 1735 году Натуар написал первый картон для знаменитой серии шпалер «История Дон Кихота», созданных на мануфактуре Бове для Пьера Гримо дю Фора. В 1737 году он получил заказ на росписи «История Психеи» для овального Салона принцессы, оформленного архитектором Жерменом Бофраном в отеле Субиз в Париже, одного из самых замечательных творений стиля рококо. С 1741 года Натуар разрабатывал картоны для серии шпалер «История Марка Антония» для Мануфактуры гобеленов.
В 1751—1775 годах — Шарль-Жозеф Натуар был директором Французской академии в Риме. Это назначение имело и негативные последствия. Вдали от двора Натуар не стал первым художником короля, как его соперники, Шарль Андре ван Лоо, а затем Франсуа Буше. Кроме того, он почти перестал писать картины.
В апреле 1753 года, он был посвящён в рыцари, а в 1755 году получил Орден Святого Михаила. Во время второго пребывания в Риме (1754—1756) он написал фреску «Апофеоз Святого Людовика» на потолке церкви Сан-Луиджи-дей-Франчези (Святого Людовика французского). В последние годы художника обвинили в административных нарушениях ведомства Королевских строений, и новый генеральный директор по строительству граф де Ангивиллер в июне 1775 года отправил его в отставку. Художник удалился в Кастель-Гандольфо, где умер два года спустя.
Среди учеников Натуара были Жан-Батист Грёз, Жан-Батист Перронно, Жан-Батист Пьер, Франсуа-Юбер Друэ. Близким другом художника был шведский живописец Густаф Лундберг.
Сестра Шарля-Жозефа — Жанна Натуар (ок. 1700—1776) стала известной рисовальщицей пастелью.
Натуар был хорошо известен в России. В санкт-петербургском Эрмитаже хранятся пять картин французского художника.

## Галерея

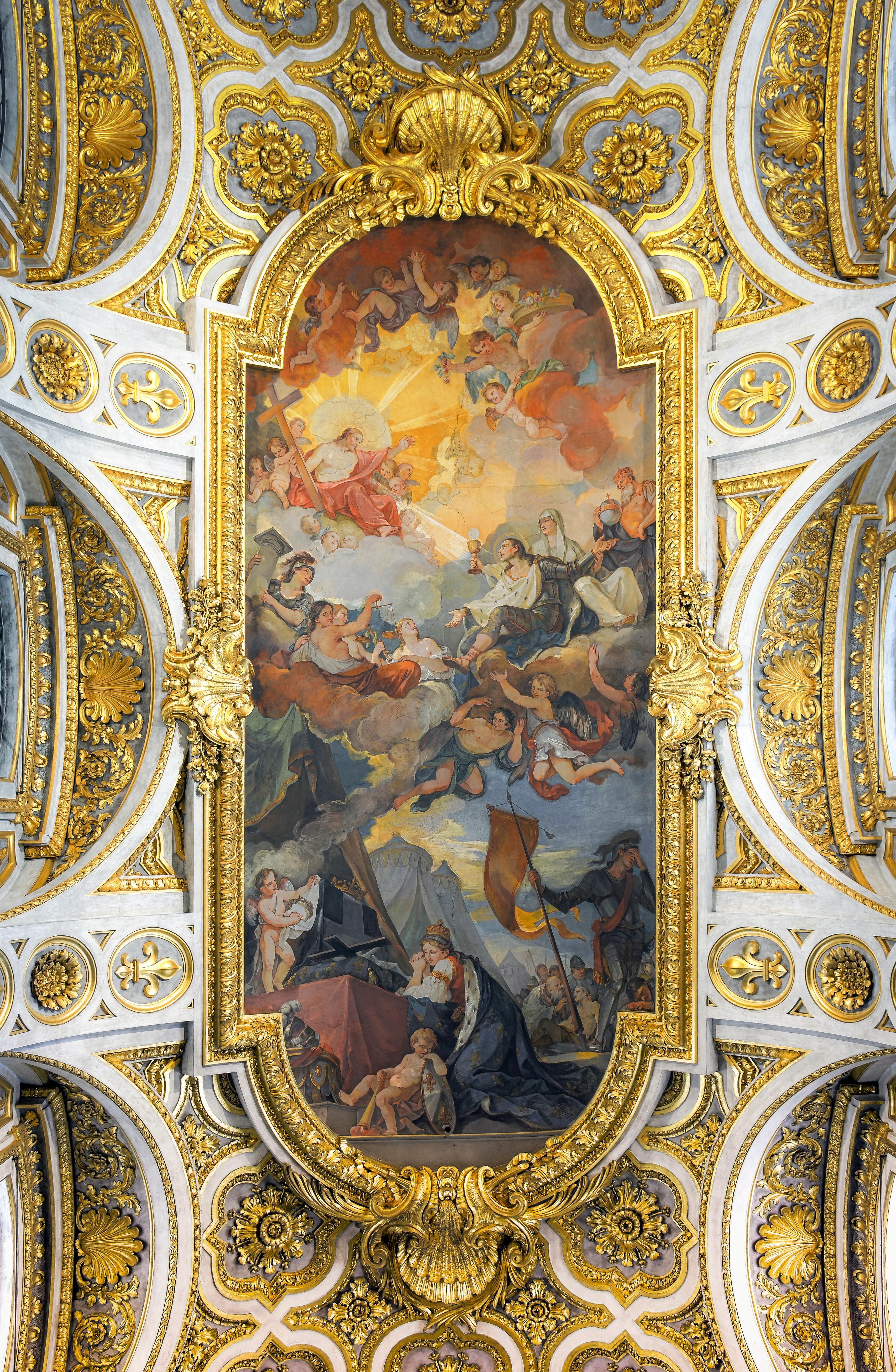
Апофеоз Святого Людовика. 1754. Роспись плафона церкви Сан-Луиджи-дей-Франчези, Рим
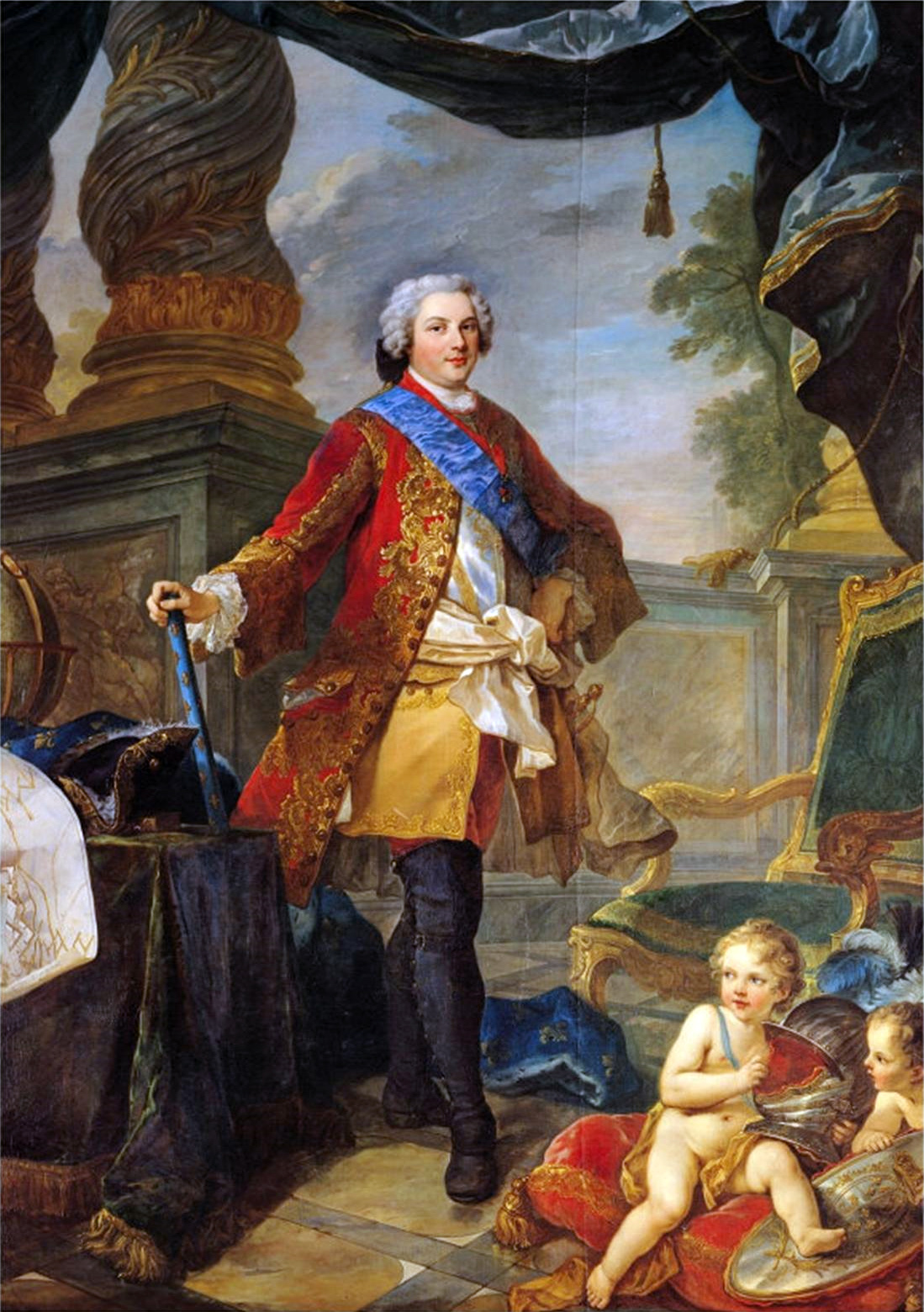
Портрет Людовика Дофина Франции с планом осады Турне. 1747. Холст, масло. Версаль
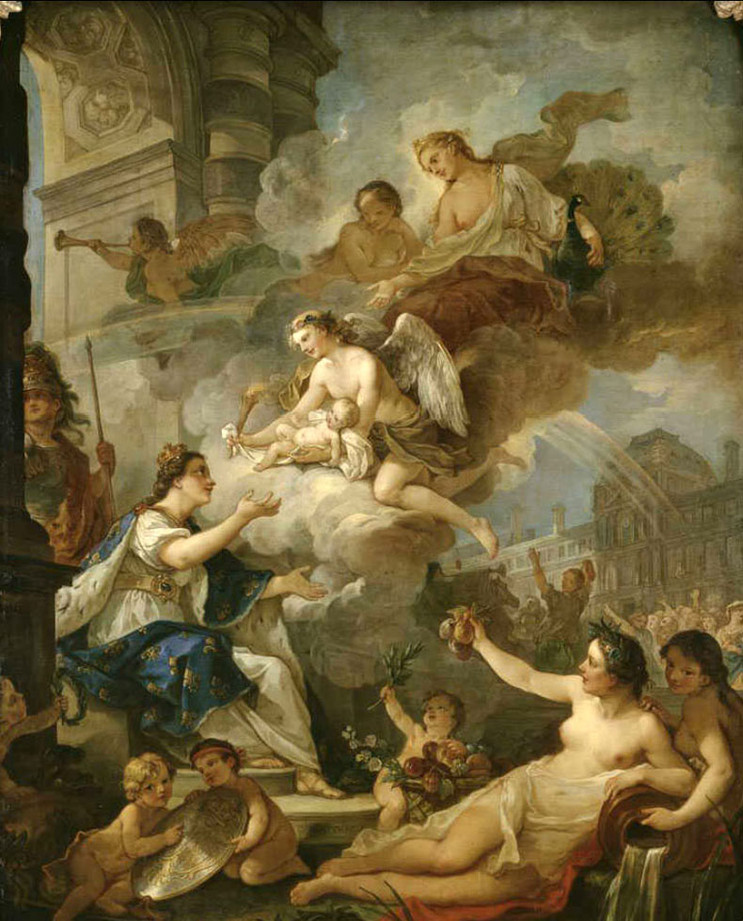
Аллегория на рождение Марии-Зефирины Французской в 1750 году. 1750. Холст, масло. Музей истории Франции, Версаль
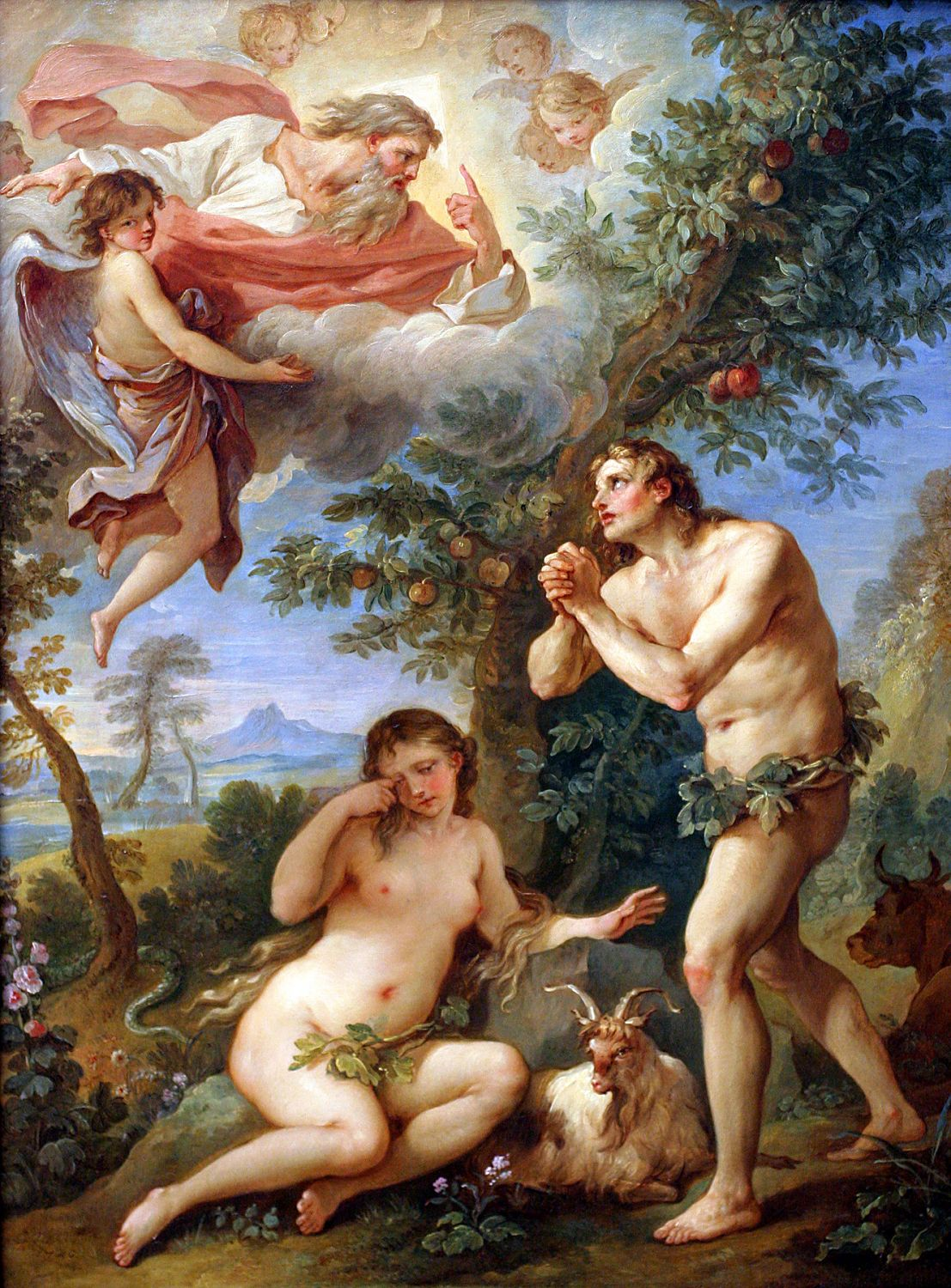
Изгнание Адама и Евы из Рая. 1740. Холст, масло. Метрополитен-музей, Нью-Йорк
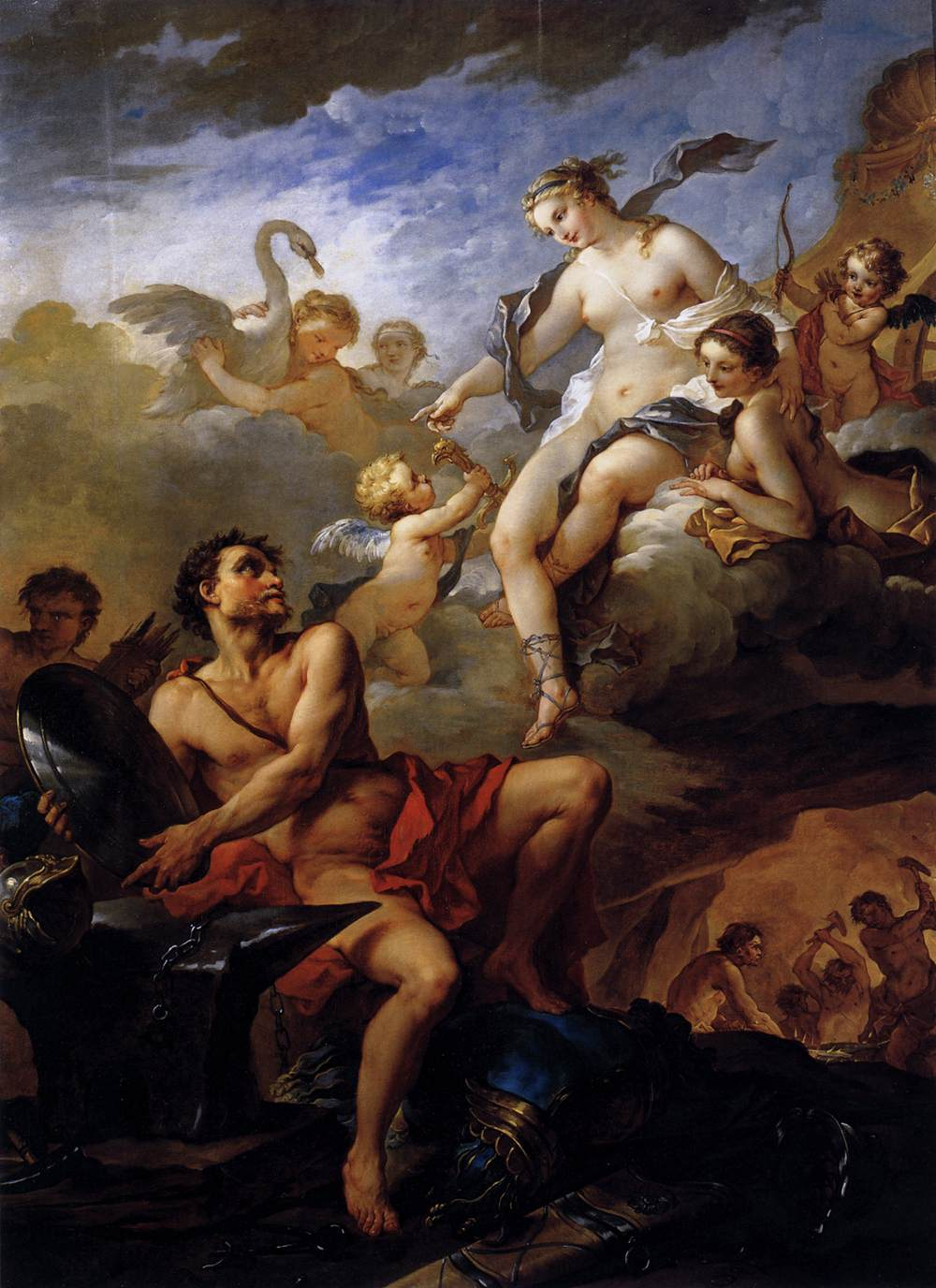
Венера требует от Вулкана оружия для Энея 1734. Холст, масло. Музей Фабра, Монпелье
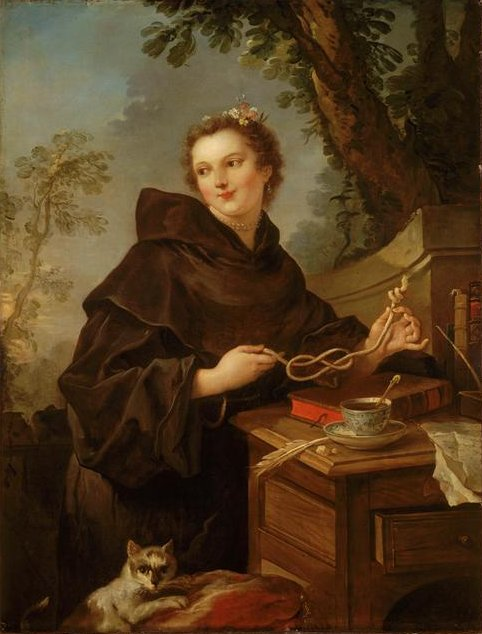
Портрет Луизы-Анны де Бурбон, принцессы де Шароле, в одеянии монахини. Холст, масло. Версаль
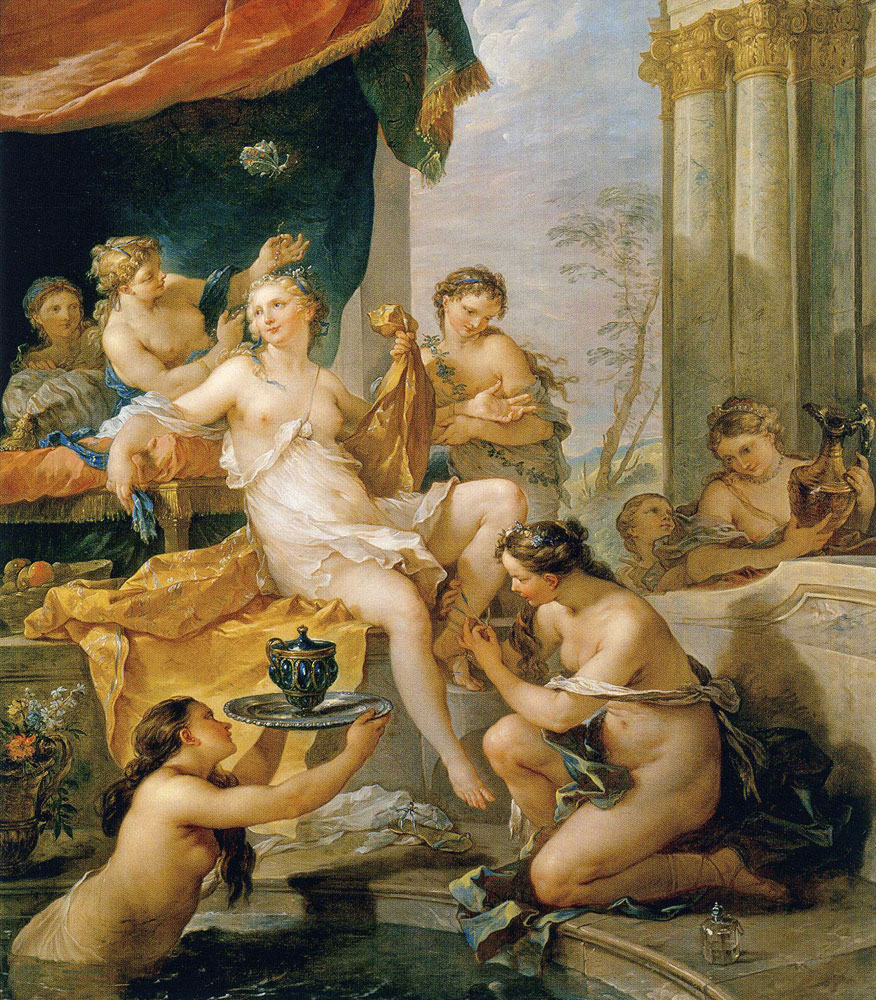
Туалет Психеи. Ок. 1735. Холст, масло. Музей искусств, Новый Орлеан, США
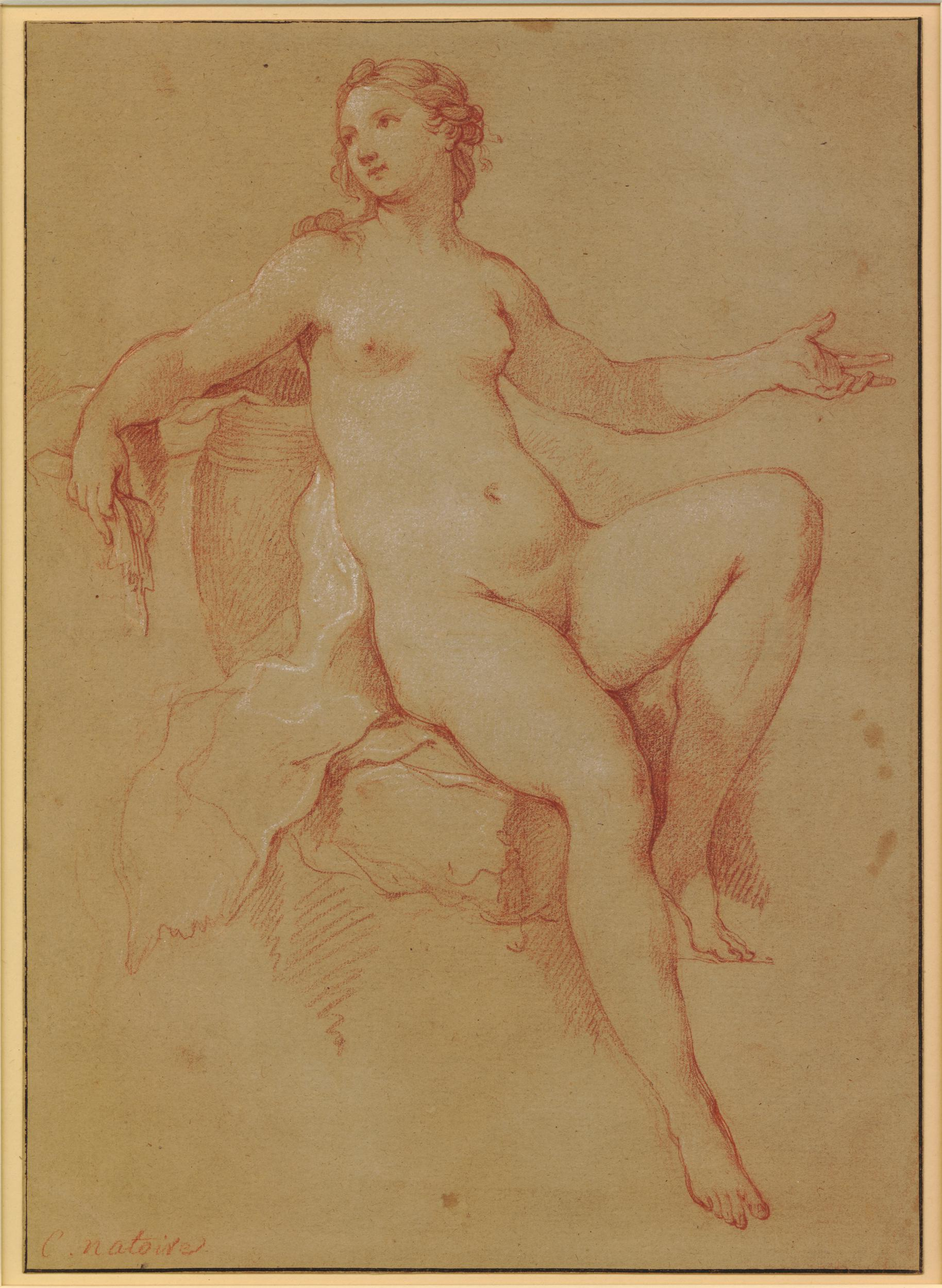
Подготовительный рисунок к картине «Туалет Психеи». Ок. 1735. Бумага, сангина, белила. Британский музей, Лондон
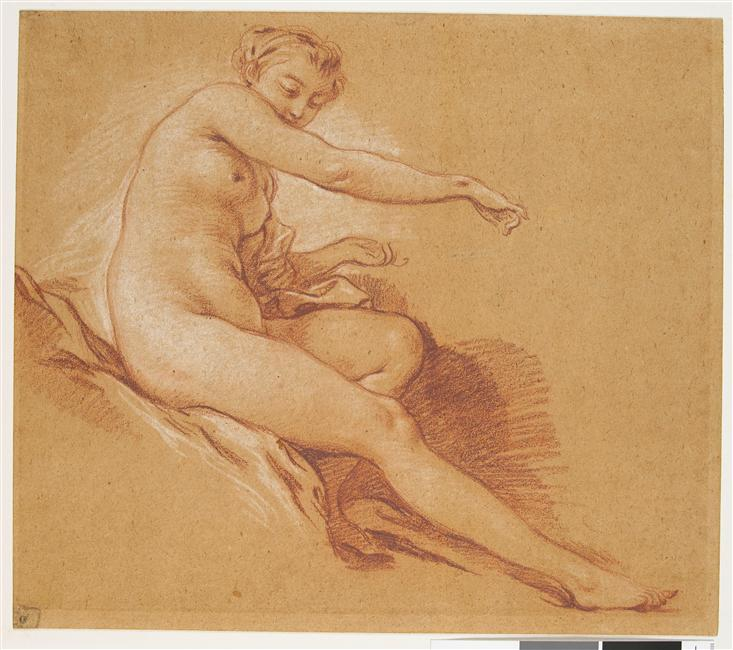
Молодая сидящая обнаженная женщина. Бумага, сангина, мел
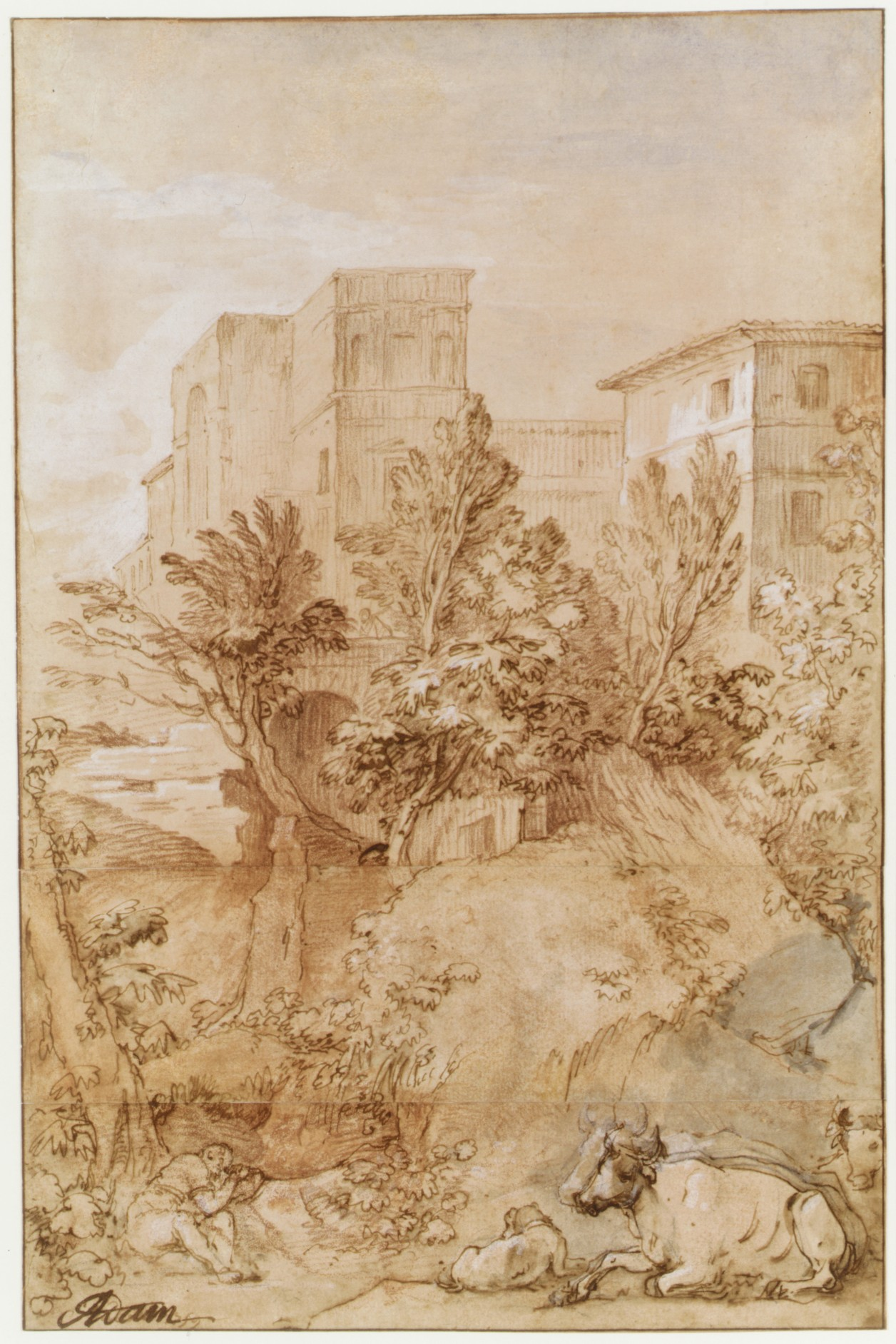
Пейзаж с виллой на вершине холма. 1759. Бумага, сепия, перо, кисть, белила. Метрополитен-музей, Нью-Йорк
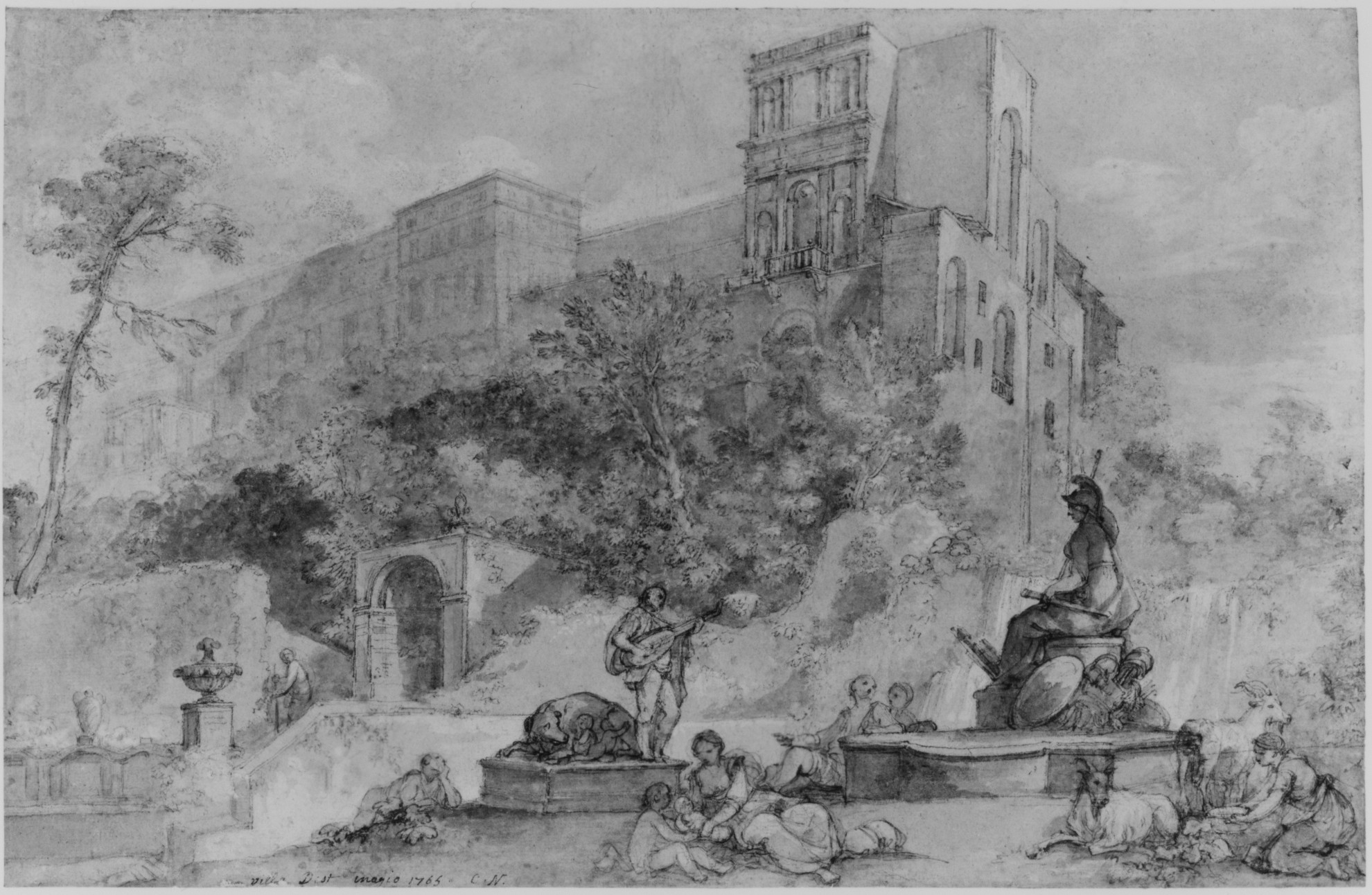
Фонтан Рима на вилле д'Эсте в Тиволи. 1765. Бумага, тушь, перо, кисть, акварель. Метрополитен-музей, Нью-Йорк
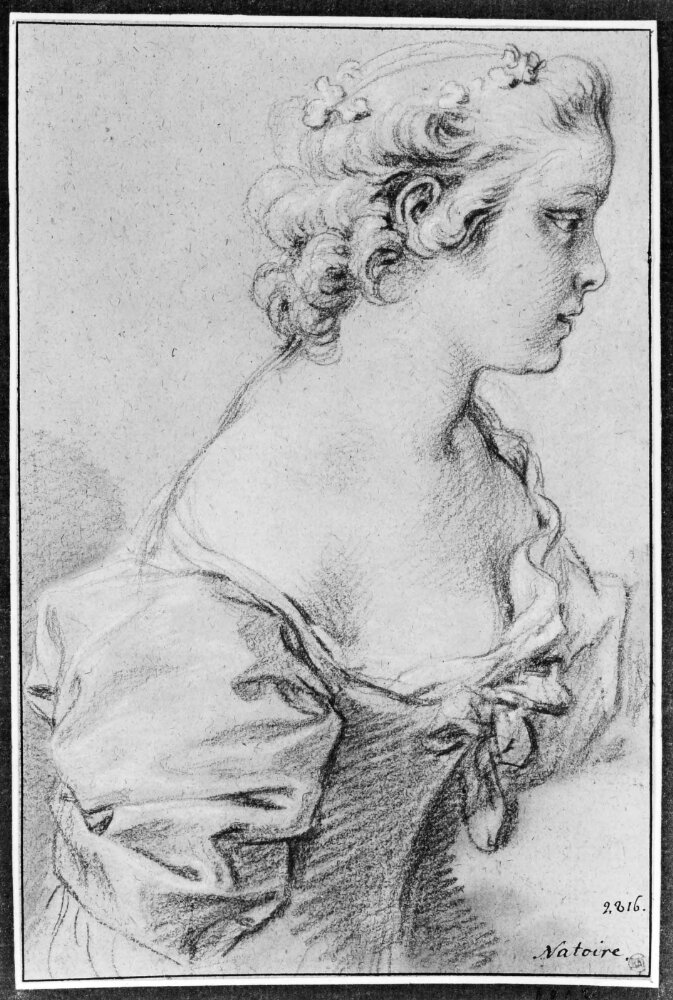
Молодая девушка с глубоким декольте. Бумага, итальянский карандаш. Национальный музей изобразительных искусств, Стокгольм
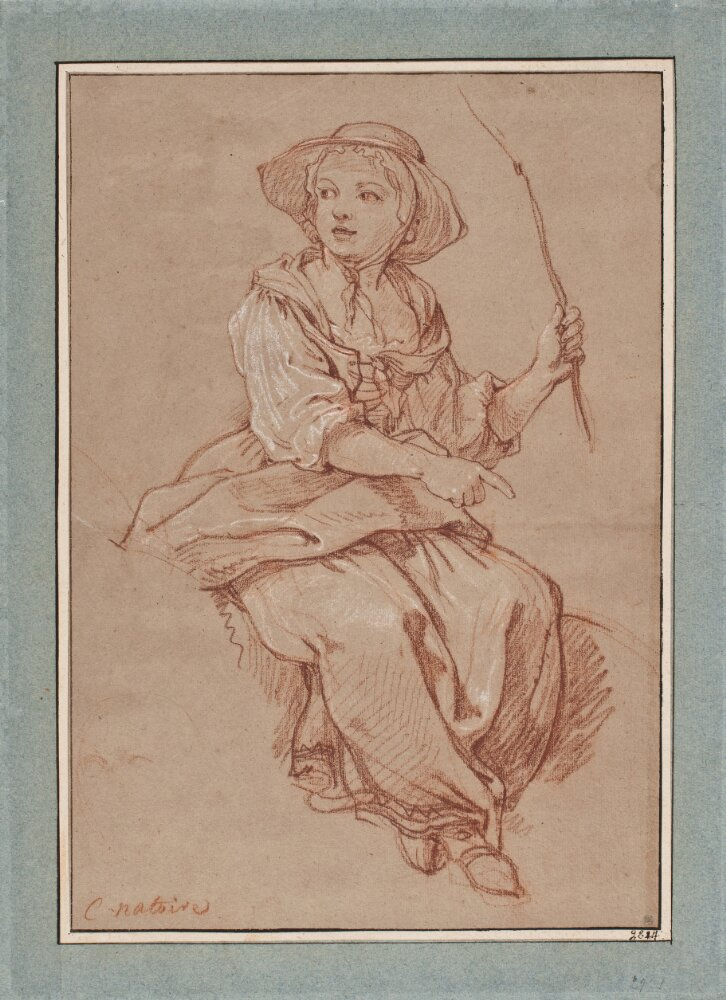
Дульцинея. Бумага, сангина, белила. Национальный музей изобразительных искусств, Стокгольм
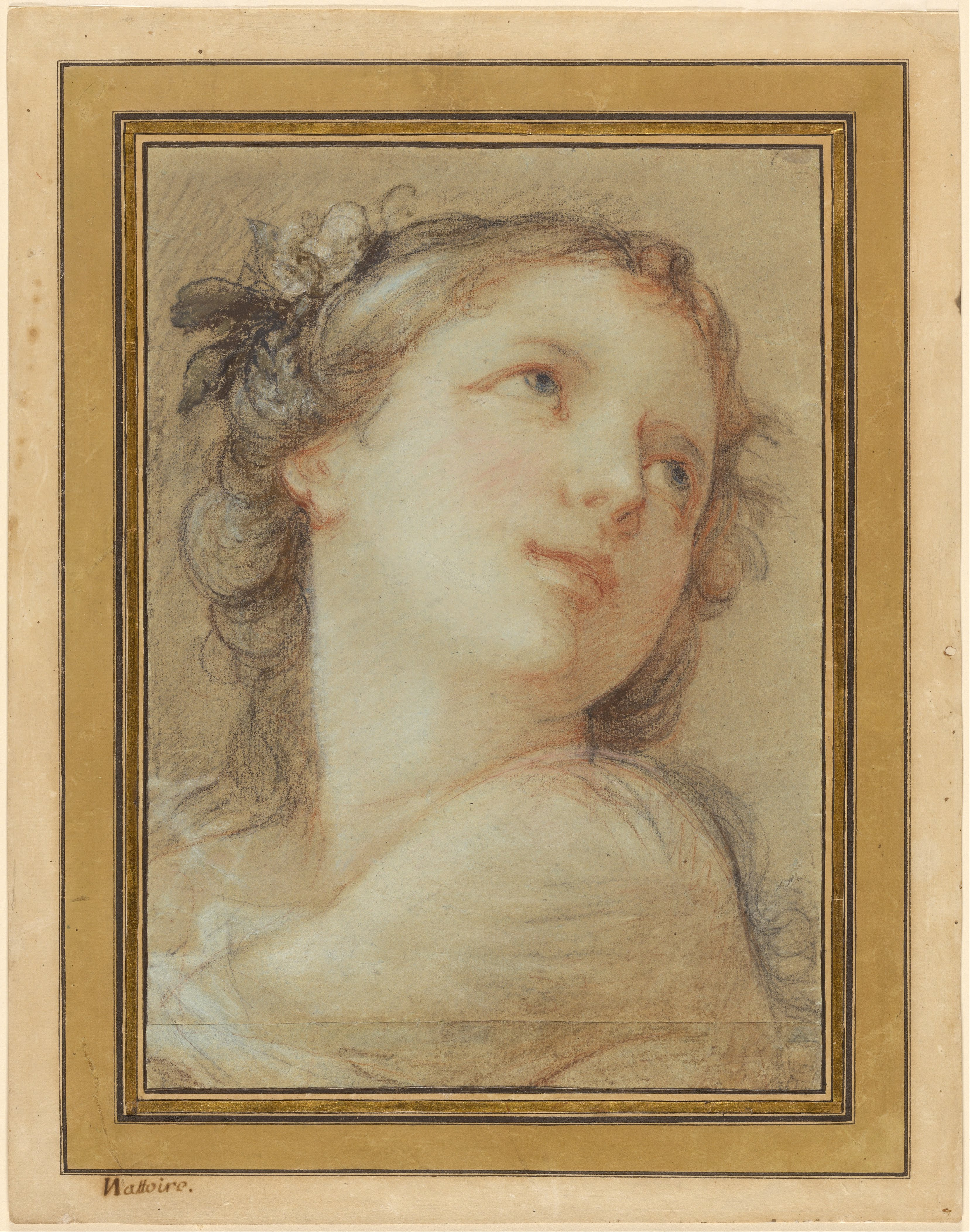
Голова вакханки. 1741. Картон, пастель. Центр Гетти, Лос-Анджелес